# Kuarrhaphis
Kuarrhaphis is een geslacht van sponsdieren uit de klasse van de Calcarea (kalksponzen).

## Soort
- Kuarrhaphis cretacea (Haeckel, 1872)